# クリル (イキレス部)
クリル・キュレゲン（モンゴル語: Quril Küregen,中国語: 忽憐,? - ?）は、13世紀にモンゴル帝国に仕えたイキレス部族長。チンギス・カンに仕えたイキレス部族長ブトゥ・キュレゲンの曾孫に当たり、主にシリギの乱やナヤン・カダアンの乱といったモンゴル帝国内部の戦いにおいて活躍した。『元史』などの漢文史料では忽憐(hūlián)と記される。

## 概要
『元史』巻118列伝5ブトゥ伝によると、クリルはブトゥ・キュレゲンの息子フルダイの息子忠靖王ジャクルチンの子供として生まれたという。長じてクリルは第4代皇帝モンケの娘バヤルンを娶り、父祖同様にキュレゲン(娘婿の意)を称した。1276年にトク・テムルやシリギらを中心とする勢力が「シリギの乱」を起こすと、クリルは叛乱鎮圧軍の一員として北方のモンゴル高原に派遣された。クリルは特にトク・テムル軍の撃退に活躍し、これを嘉したクビライはクリルにモンケ・カアンの孫娘ブラルキを娶ることを許し、また新たな投下領として江南の広州路(広州)をクリルに与えた。
1287年に始まった「ナヤン・カダアンの乱」にもクリルは従軍し、主に「カダアンの乱」平定戦に活躍した。カダアンは叛乱の首謀者ナヤンの捕殺後も大元ウルスに投降せずに現在のノン川西岸沿いに北方に向かって逃走し、これを追撃したセチェゲン軍をノン川西のコシューン(火失温)の地で逆に打ち破ってしまった。これを聞いたクビライは援軍としてイキレス部のクリルを召還して200の軍勢とともに派遣し、クリル軍と合流した現地の元軍は遂にカダアン軍を破り、カダアン軍は「巣穴(本拠地)」に退却せざるをえなくなった。
翌1288年(至元25年)4月、抗戦を続けるカダアン軍に対してクビライは孫のテムルを主将とする新たな討伐軍の派遣を決定し、同年の夏頃テムル率いる討伐軍はウルクイ川にて現地で戦闘を続けていた部隊と合流した。一方カダアン軍はタウル河に駐屯しており、8月に両軍はタウル川とその支流グイレル川の間の平原にて激突した。この戦闘にはイキレス部のクリル、ベク・テムル、洪万、李庭らが参戦しており、李庭が矢傷を左脅と右股に受けながらも精鋭とともにグイレル川の上流に至り「火砲」を発したことでカダアン軍の馬を驚かせ、その隙に元軍は一斉にその下流を渡河してカダアン軍に迫った。「火砲」の発射によって馬の統制を失ったカダアン軍は元軍の攻勢を支えきれず、ベク・テムルが敵将の一人アルグン・キュレゲン(駙馬阿剌渾)を討ち取る活躍を見せたことで元軍の勝利が決まった。敗北したカダアン軍本隊はタウル川を渡って南に逃れ、敗残兵100人余りが周囲の山谷に逃れた。クリルは200の兵を率いてこれらの敗残兵を駆り立て、セチェゲンらによる制止も無視してこれらを皆殺しとした。この一戦での功績により、クリルは金1鋌・銀5鋌を与えられた。
その後も1288年(至元25年)から1290年(至元27年)にかけて元軍とカダアン軍との間には散発的に戦闘が行われ、ウラ河の戦いではクリルは1千の軍勢とともにカダアン軍に夜襲をかけて敵軍に大打撃を与えることに成功し、この功績によって鈔5万貫・金1鋌・銀10鋌を与えられた。この後間もなくクリルは亡くなり、昌王に追封された。

## 子孫
『元史』巻118によると、クリルにはアシク（Ašiq ＞阿失/āshī）という息子がおり、主に第6代皇帝テムルに仕えていたという。アシクは1301年に行われたカイドゥ・ウルス軍との大会戦(テケリクの戦い)にも参加し、アシク率いる部隊は副将のドゥアの膝を射貫き退却させる功績を挙げた。テケリクの戦いと同時期に編纂された『集史』「オゴデイカアン紀」には「［ヒジュラ暦］701年（1301年-1302年）にカイドゥはバラクの息子ドゥアと一緒に、テムル・カアンの軍隊と戦って、撃ち破られた。その戦いで2人とも傷つき、カイドゥはその傷で死んだ。ドゥアはなおその傷で苦しみ、その治療ができないでいる」と記されている。
アシクにはバラシリ（Balaširi ＞八剌失里/bālàshīlǐ）という息子がおり、バラシリもまた皇族の女性を娶ってキュレゲンを称した。

## イキレス駙馬王家
- ノクズ（Nokuz ＞捏群/niēqún,نکوز/nukūz）
  - 昌忠武王ブトゥ・キュレゲン（Butu Küregen ＞孛禿/bótū,بوتو گورکان/būtū gūrkān）
    - 昌武定王フルダイ・キュレゲン（Huldai Küregen ＞鎖児哈/suŏérhā,هواودای گورکان/hūldāī gūrkān）
      - 忠靖王ジャクルチン（J̌aqurčin Küregen ＞札忽児臣/zhāhūérchén）
        - ユレクテイ（Yürektei ＞月列台/yuèliètái）
          - トベテイ（Töbetei ＞脱別台/tuōbiétái）

        - 昌忠宣王クリル（Quril Küregen ＞忽憐/hūlián）
          - 昌王アシク（Ašiq Küregen ＞阿失/āshī）
            - 昌王バラシリ（Balaširi Küregen ＞八剌失里/bālàshīlǐ）
              - 昌王シーラップ・ドルジ（Širap Dorǰi Küregen ＞沙藍朶児/shālánduŏér）

      - クトクタイ・カトン（Qutuqtai Qatun ＞明里忽都魯/mínglǐhūdōulŭ,قوتوقتای خاتون/qūtūqtāī khātūn）

    - デレケイ・キュレゲン（Derekei Küregen ＞帖里干/tièlǐgān,دارکی گورکان/dārkai gūrkān）
      - ブカ（Buqa ＞孛花/bóhuā）
      - ソゲドゥ（Sögedü ＞唆哥都/suōgēdōu）
        - ブリルギデイ（Bürilgidei ＞卜里吉歹/bǔlǐjídǎi）

## 昌国公主
1. 昌国大長公主テムルン(Temülün ＞帖木倫/tièmùlún)…イェスゲイ・バートルの娘で、昌忠武王ブトゥに嫁ぐ
2. 昌国大長公主コアジン・ベキ(Qoačin begi ＞火臣別吉/huŏchénbiéjí,فوجین بیکی/fūjīn bīkī)…チンギス・カンの娘で、テムルンの死後その地位を継いでブトゥに嫁ぐ
3. 昌国大長公主イキレス(Ikires ＞亦乞列思/yìqǐlièsī)…ブトゥの息子デレケイに嫁ぐ
4. 昌国大長公主チャブン(Čabun ＞茶倫/chálún,جابون/jābūn)…チンギス・カンの娘で、イキレスの死後その地位を継いでデレケイに嫁ぐ
5. 昌国大長公主アルトゥン(Altun ＞安禿/āntū)…オゴデイの息子クチュの娘で、ブトゥの息子昌武定王フルダイに嫁ぐ
6. ウルウジン公主(Yesünǰin ＞吾魯真/wúlŭzhēn)…クビライの娘で、デレケイの息子ブカに嫁ぐ
7. 昌国大長公主イェスンジン(Yesünüǰin ＞也孫真/yĕsūnzhēn)…オゴデイの息子クチュの娘で、ブトゥの息子昌武定王フルダイに嫁ぐ
8. ルルカン公主(Luluqan ＞魯魯罕/lŭlŭhǎn)…デレケイの息子ソゲドゥに嫁ぐ
9. ルルン公主(Lulun ＞魯倫/lŭlún)…ルルカンの死後、その地位を継いでデレケイの息子ソゲドゥに嫁ぐ
10. 昌国大長公主バヤルン/(Bayalun ＞伯雅倫/bǎiyǎlún)…モンケ・カアンの娘で、ジャクルチンの息子昌忠宣王クリルに嫁ぐ
11. 昌国大長公主ブラルキ/(Bulargi ＞卜蘭奚/bŭlánxī)…バヤルンの死後、その地位を継いで昌忠宣王クリルに嫁ぐ
12. ブヤンケルミシュ公主(Buyankelmiš ＞普顔可里美思/pŭyánkĕlǐmĕisī)…ソゲドゥの息子ブリルギデイに嫁ぐ
13. 昌国大長公主イリク・カヤ(Ilig qaya ＞益里海涯/yìlǐhǎiyá)…テムル・カアンの娘で、クリルの息子昌王アシクに嫁ぐ
14. 昌国大長公主マイディ(Maidi ＞買的/mǎide)…モンケ・カアンの孫娘で、イリク・カヤの死後にその地位を継いで昌王アシクに嫁ぐ
15. 昌国大長公主エル・カヤ(El qaya  ＞烟合牙/yānhéyá)…アシクの息子昌王バラシリに嫁ぐ
16. 昌国大長公主ウルク(Ürük ＞月魯/yuèlŭ)…バラシリの息子昌王シーラップ・ドルジに嫁ぐ
17. ヌウルン公主(Nu'ulun ＞奴兀倫/núwùlún)…クリルの弟ソロンガに嫁ぐ